# Ksanye
Ksanye (macedónul: К'шање) település Észak-Macedóniában, a Északkeleti körzetben, Kumanovo községben.

## Népesség
| Lakosok száma | 540  | 523  | 451  | 369  | 167  | 91   | 83   | 48   | 15   |
|               | 1948 | 1953 | 1961 | 1971 | 1981 | 1991 | 1994 | 2002 | 2021 |

- 2002-ben 48 lakosa volt, akik mindannyian macedónok.